# Bitwa konwoju maltańskiego (1800)
Bitwa konwoju maltańskiego – bitwa morska wojen rewolucyjnej Francji, która miała miejsce 18 lutego 1800 roku w czasie oblężenia Malty.
Francuski garnizon w Valletcie na Malcie od osiemnastu miesięcy był w stanie oblężenia, blokowany od strony lądu przez mieszane siły brytyjskie, portugalskie i ochotników maltańskich, zaś od strony morza przez eskadrę okrętów Royal Navy pod generalnym dowództwem Lorda Nelsona, bazującego w Palermo na Sycylii. W lutym 1800 roku rząd neapolitański wymienił żołnierzy portugalskich na własne siły, i żołnierze wypłynęli na Maltę z Nelsonem i Lordem Keith, przybywając tam 17 lutego. Od początku roku 1800 francuski garnizon cierpiał na poważne braki żywności. Aby podnieść efektywność obrońców, w Tulonie zorganizowano konwój pod dowództwem kontradmirała Jeana-Baptiste Perrée, który miał dostarczyć żywność, uzbrojenie i posiłki wojskowe do Valletty. 17 lutego konwój dotarł w pobliże Malty od południowego wschodu, licząc na przemknięcie się wzdłuż wybrzeża i ominięcie brytyjskiej blokady.
18 lutego 1800 straże na brytyjskim okręcie HMS „Alexander” zasygnalizowały obecność Francuzów. Okręt rozpoczął pościg, z resztą eskadry Nelsona podążającą za nim, kiedy Keith pozostał koło Valletty. Chociaż większość francuskich okrętów umknęła brytyjskiej pogoni, jeden z transportowców został doścignięty i zmuszony do poddania się, a okręt flagowy Perrée'a „Généreux” został przechwycony przez znacznie mniejszą fregatę HMS „Success”. Podczas wymiany ognia „Success” został mocno uszkodzony, lecz dowódca konwoju kontradmirał Perrée otrzymał śmiertelną ranę. Opóźnienie spowodowane potyczką pozwoliło głównym siłom brytyjskim złapanie francuskiego okrętu, który mocno osłabiony, poddał się. Perrée zmarł krótko po zranieniu, i nic z zaopatrzenia nie dotarło na Maltę, pozostawiając oblężonych samym sobie przez następne 7 miesięcy, zanim skapitulowali 4 września 1800 roku.

## Tło historyczne
W maju 1798 roku, podczas wojen rewolucyjnej Francji, siły ekspedycyjne pod dowództwem generała Napoleona Bonaparte wypłynęły z Tulonu. Płynąc w poprzek Morza Śródziemnego, na początku czerwca ekspedycja zajęła Maltę, następnie kontynuowała kurs na południowy wschód, osiągając Egipt 1 lipca. Lądując koło Aleksandrii Bonaparte zajął miasto i wnętrze kraju, zamykając pierwszy etap planowanej kampanii azjatyckiej. Flota francuska pod dowództwem wiceadmirała François-Paula Brueys d’Aigalliers została skierowana do portu w Zatoce Abukir, 32 km na północny wschód od Aleksandrii, aby wesprzeć wojsko na brzegu. 1 sierpnia 1798 roku zakotwiczone okręty zostały zaskoczone atakiem brytyjskiej floty pod wodzą wiceadmirała Sir Horatio Nelsona. W następstwie bitwy pod Abukirem jedenaście z trzynastu okrętów liniowych, oraz dwie z czterech fregat zostało zdobytych lub zniszczonych. Brueys zginął, a niedobitki francuskiej floty wywalczyły 2 sierpnia drogę ucieczki z zatoki, rozdzielając się w pobliżu Krety. 

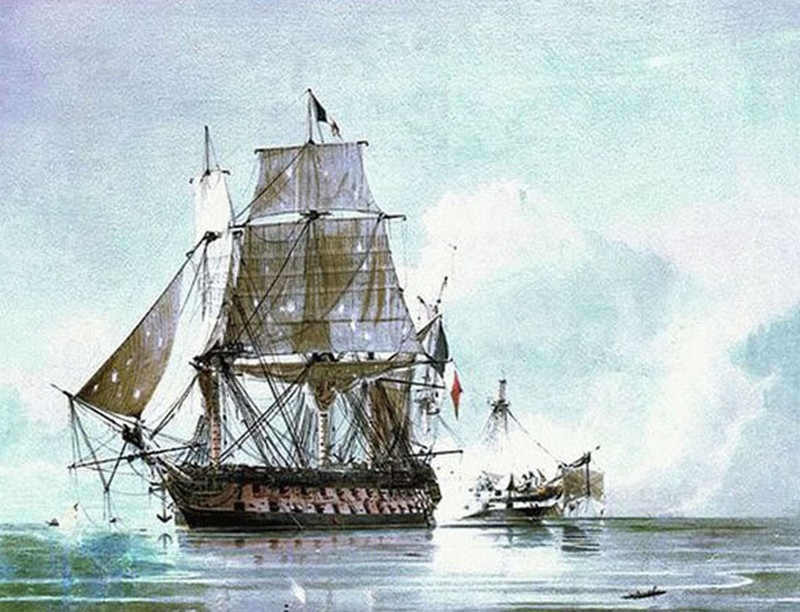
„Généreux” (na pierwszym planie) i HMS „Leander”.

 „Généreux”, żeglując na północ w stronę Korfu, 18 sierpnia 1798 roku napotkał po drodze i przechwycił brytyjski okręt czwartej klasy HMS „Leander”. Drugi okręt „Guillaume Tell” oraz dwie fregaty pod dowództwem kontradmirałów Pierre-Charlesa Villeneuve i Denisa Decrès, pożeglowały na zachód w stronę Malty, przybywając do Valletty w czasie rozpoczęcia blokady miasta.
Na Malcie, rozwiązanie przez rząd francuski Kościoła katolickiego zostało przyjęte przez Maltańczyków z krańcowym oburzeniem. 2 sierpnia 1798 roku, podczas próby sprzedaży kościelnej własności, wybuchło zbrojne powstanie, które zmusiło pod koniec miesiąca francuski garnizon, dowodzony przez generała Claude-Henriego Belgranda de Vaubois, do schronienia się za murami stolicy Valletty. Wojsko, liczące około 3000 ludzi, miało ograniczone zapasy jedzenia, a próby dostarczenia zaopatrzenia morzem zostały utrudnione przez eskadrę brytyjskich i portugalskich okrętów, stacjonujących na zewnątrz portu. Okręty blokady były pod dowództwem Nelsona, teraz Lorda Nelsona, stacjonującego w Palermo na Sycylii, a bezpośrednio dowodzone przez komandora Aleksandra Balla na okręcie liniowym HMS „Alexander”. W czasie roku 1799 wiele czynników, w tym niewystarczająca ilość żywności na Malcie, brak zasobów i żołnierzy spowodowany zobowiązaniami w innych rejonach Morza Śródziemnego, oraz pojawienie się francuskiej floty admirała Etienne Eustache Bruixa na zachodnich wodach Morza Śródziemnego, przyczyniły się do uchybień w blokadzie. Jednak pomimo niewielkich dostaw do garnizonu, żołnierze francuscy zaczęli odczuwać skutki głodu i chorób. Pod koniec roku Ball zszedł na ląd, aby pomóc maltańskim powstańcom prowadzącym oblężenie, i został zastąpiony na stanowisku dowódcy „Alexandra” przez swojego pierwszego oficera Williama Harringtona.

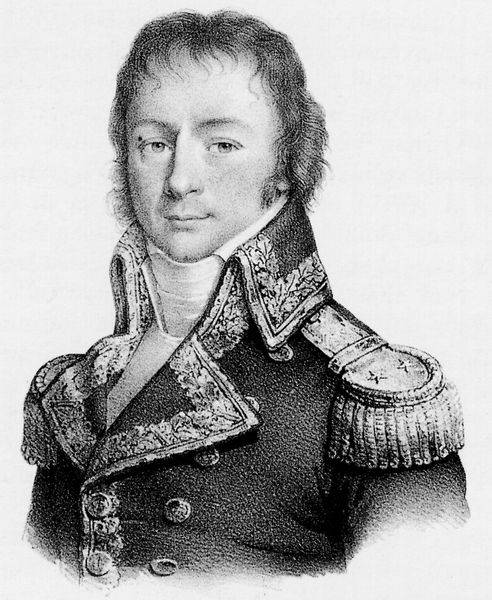
Kontradmirał Jean-Baptiste Perrée, dowódca floty wiozącej zaopatrzenie dla francuskiego garnizonu w blokowanej Valletcie.

W styczniu roku 1800, uznając, że Valletcie grozi poddanie się, jeśli nie dostanie posiłków, francuska marynarka wojenna przygotowała w Tulonie konwój, składający się z „Généreux” pod dowództwem komandora Cypriena Renaudina, 20-działowych korwet „Badine” i „Fauvette”, 16-działowej „Sans Pareille” oraz dwóch lub trzech statków transportowych. Siłami dowodził kontradmirał Jean-Baptiste Perrée, niedawno uwolniony w ramach wymiany jeńców, który został poinstruowany, aby dotrzeć do Valletty wzdłuż wybrzeża Malty od południo-zachodu, z zamiarem przejścia pomiędzy eskadrą blokującą i wybrzeżem, i wejścia do portu zanim Brytyjczycy ich odkryją i w tym przeszkodzą. Konwój wypłynął 7 lutego. Dodatkowo oprócz zaopatrzenia, konwój przewoził prawie 3000 francuskich żołnierzy dla wzmocnienia garnizonu; niepotrzebny dodatek, który całkowicie zniweczyłby uzupełnienie zapasów żywności obleganej twierdzy.
Kiedy Francuzi planowali wysłanie pomocy, Royal Navy przygotowywała się do wymiany 500 portugalskich marines stacjonujących na Malcie, na 1200 neapolitańskich żołnierzy, wysłanych przez króla Ferdynanda. Nelson, który ostatnio zaniedbał swoje obowiązki jako dowódcy blokady, na rzecz Emmy, żony brytyjskiego ambasadora Sir Williama Hamiltona, został zobowiązany do towarzyszenia neapolitańskiemu konwojowi. Cała operacja dowodzona była przez admirała Lorda Keitha, dowódcę Nelsona i naczelnego dowódcę floty na Morzu Śródziemnym, na jego okręcie flagowym HMS „Queen Charlotte”.

## Bitwa

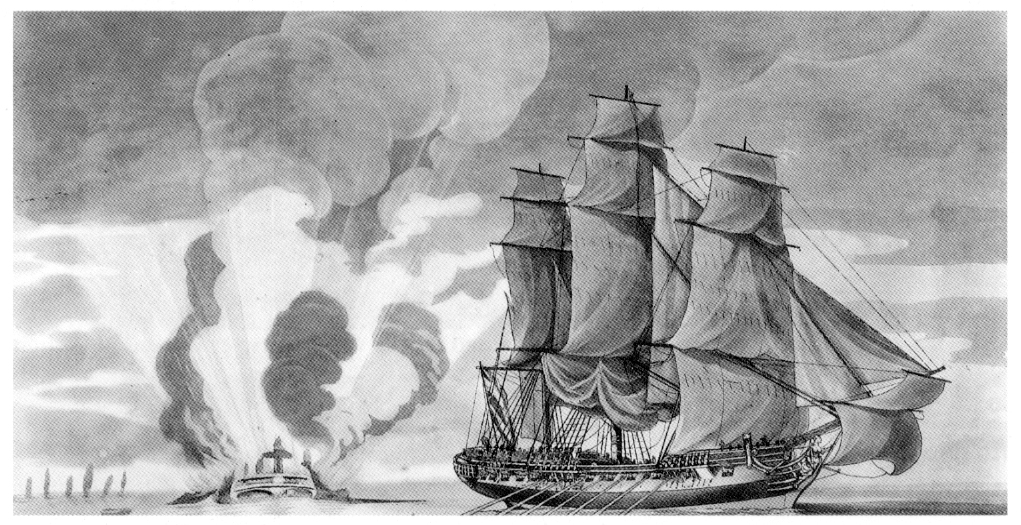
HMS „Success”

Konwój Keitha przybył na Maltę w pierwszym tygodniu lutego 1800 roku, i wysadził neapolitańskich żołnierzy w Marsa Sirocco. 17 lutego, kiedy Keith przebywał poza Vallettą, otrzymał wiadomość z fregaty HMS „Success”, że francuski konwój zmierza ku wyspie od strony Sycylii. „Success”, dowodzony przez komandora Shuldhama Pearda, miał za zadanie obserwować wody u wybrzeża Trapani. Po odkryciu francuskich okrętów, które były konwojem admirała Perrée, płynącym z Tulonu, Peard śledził ich podchodzenie do Malty. Po otrzymaniu wieści, Keith wysłał szybki rozkaz na HMS „Lion”, aby ten ochraniał kanał między Maltą a wyspą Gozo, kiedy okręt flagowy Nelsona HMS „Foudroyant”, HMS „Audacious” i HMS „Northumberland” dołączyły do HMS „Alexander” przy południowo-wschodnim wybrzeżu Malty. Keith pozostał na „Queen Charlotte” w pobliżu Valletty, obserwując eskadrę w porcie.
Rankiem 18 lutego straże na „Alexander” dostrzegły francuski konwój żeglujący wzdłuż maltańskiego wybrzeża w kierunku Valletty. Rozpoczęto pościg, z trzema okrętami Nelsona zdążającymi od strony morza. O godzinie 08:00 transportowiec „Ville de Marseille” został doścignięty, i poddał się okrętowi kapitana Harringtona, lecz inny mały statek zdołał o 13:30 doczepić się do korwety „Badine”, przez którą holowany umknął razem z nią. „Généreux” nie mógł podążyć za nimi, nie nawiązując walki z „Aleksander”, dowódca nie stracił jednak ducha i zatrzymał okręt. To powstrzymało „Alexander” przed łatwym wejściem do akcji, lecz dało komandorowi Peardowi na „Success” możliwość zbliżenia się do francuskiego okrętu, ustawienia swojego małego statku w poprzek linii dziobu przeciwnika i otwarcia ciężkiego ognia. Peard był w stanie oddać kilka salw burtowych w okręt Perrée, zanim francuscy oficerowie obrócili go i oddali salwę do fregaty, powodując rozległe uszkodzenia jej masztów i takielunku. Jednakże w tym momencie Perrée już nie dowodził: strzał z pierwszej salwy burtowej wbił odłamki w jego lewe oko, czasowo go oślepiając. Stojąc na pokładzie, zawołał do załogi „Ce n'est rien, mes amis, continuons notre besogne” („To nic, moi przyjaciele, kontynuujcie swoją pracę”) i dał rozkaz, aby okręt nawrócił. Wtedy kula armatnia z drugiej salwy z „Success” urwała jego prawą nogę na wysokości uda. Perrée upadł na pokład nieprzytomny.

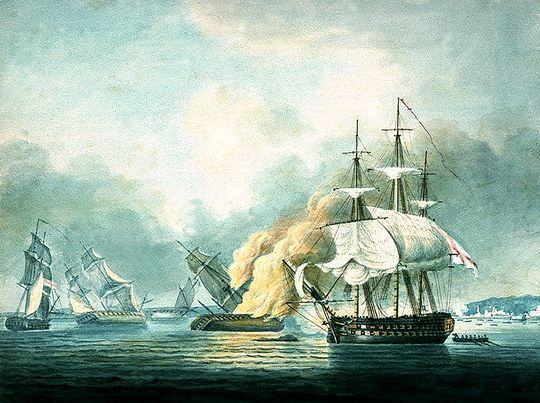
HMS „Northumberland” (po prawej).

Chociaż „Success” był mocno uszkodzony i dryfował, opóźnienie umożliwiło okrętowi flagowemu Nelsona „Foudroyant”, pod komandorem Sir Edwardem Berry, oraz „Northumberland” pod komandorem George’em Martinem dopłynąć o 16:30 de „Généreux”. „Foudroyant” oddał dwa strzały w kierunku okrętu francuskiego, w tym momencie zdemoralizowani oficerowie francuscy oddali pojedynczą salwę do zbliżających się brytyjskich okrętów, a potem poddali się o 17:30. Pozostałe okręty francuskie umknęły w morze i w końcu dotarły do Tulonu, a brytyjska eskadra zebrała łupy i powróciła do Keitha u wybrzeży Tulonu. Brytyjskie straty w tym pojedynku, to jeden człowiek zabity i dziewięciu rannych, wszyscy na „Success”, zaś francuskie straty ograniczyły się jedynie do Perrée'go, który tego wieczoru zmarł z ran. Jego śmierć spotkała się z mieszaną reakcją w brytyjskiej eskadrze: jedni żałowali, że zginął „dzielny i zdolny człowiek”, kiedy inni uważali go za „szczęściarza, który odkupił swój honor” po złamaniu danego parole po ujęciu go w roku poprzednim.

## Po bitwie
Poddanie się Francuzów zostało odebrane przez sir Edwarda Berry’ego, który ostatni raz był na tym okręcie jako jeniec wojenny po ujęciu „Leander” w roku 1798. Zwłaszcza Nelson był zadowolony z ujęcia „Généreux”, jednego z dwóch francuskich okrętów liniowych, które ocalały z bitwy pod Abukirem dwa lata wcześniej. Francuski okręt był jedynie lekko uszkodzony, i został wysłany na Minorkę w celu naprawy, pod dowództwem kapitana Lorda Cochrane oraz jego brata midszypmena (podchorążego) Archibalda Cochrane z „Queen Charlotte”. Podczas rejsu okręt został zaskoczony przez ciężki sztorm, i jedynie dzięki sprawnemu dowodzeniu i osobistemu przykładowi dawanemu przez braci okręt przetrwał kataklizm i dotarł do Mahón . Krótko potem okręt przeszedł na służbę brytyjską jako HMS „Genereux”. 

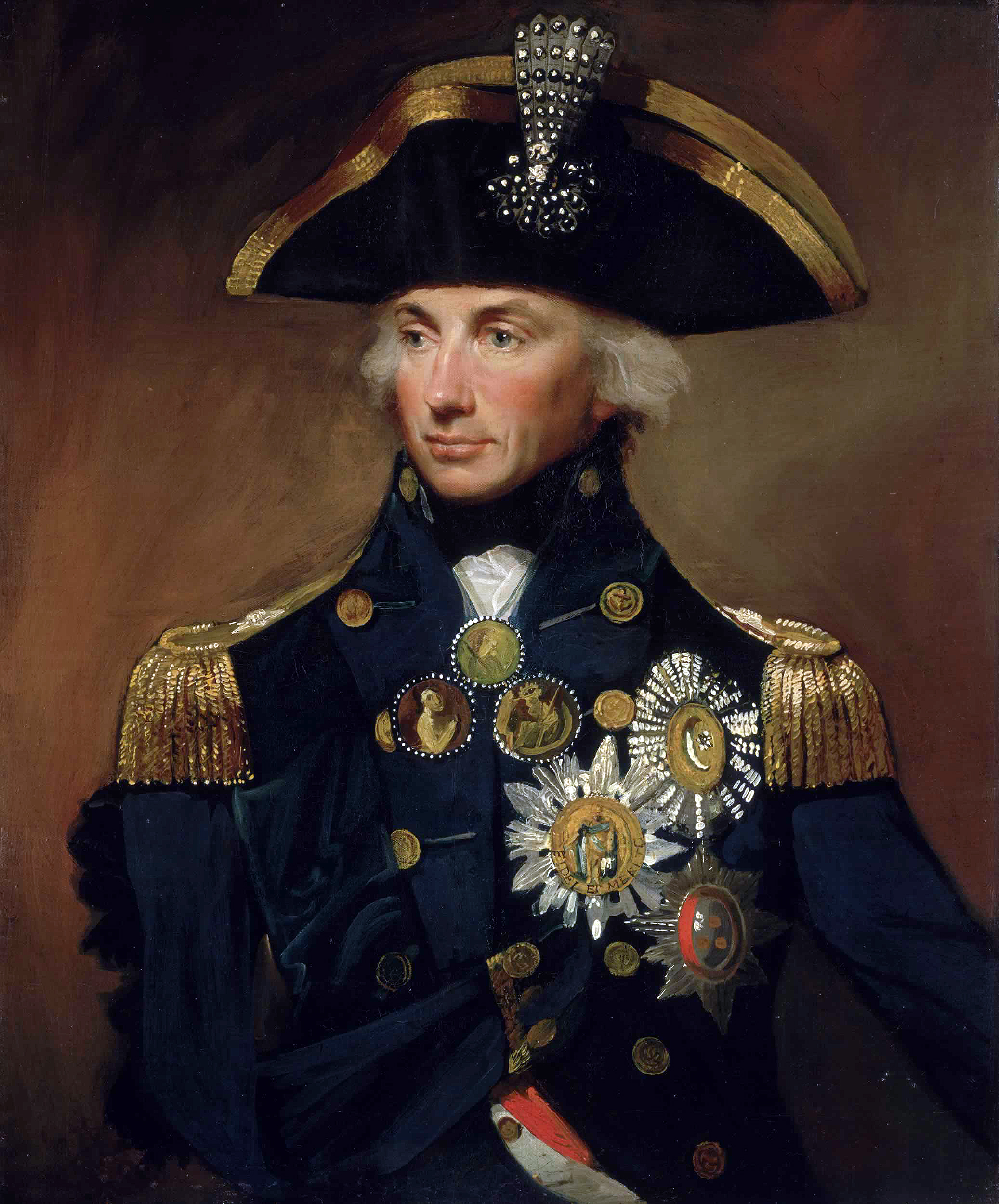
Wiceadmirał Horatio Nelson

Nelson został pochwalony przez Keitha za zwycięstwo, chociaż sam Nelson dziękował Harringtonowi i Peardowi za ich wysiłki w wykryciu francuskiego konwoju i zmuszenie ich do walki. Obecność brytyjskiej eskadry morskiej koło Malty w momencie przybycia francuskiego konwoju była głównie spowodowana szczęśliwym przypadkiem, co Ball, w liście pisanym do Emmy Hamilton krótko po bitwie, przypisywał Nelsonowi:

„Możemy naprawdę nazywać go admirałem urodzonym „w niebie”, do którego szczęście się uśmiecha, gdziekolwiek by nie poszedł. Prowadziliśmy blokadę Malty przez szesnaście miesięcy, przez ten czas wróg nie próbował iść w sukurs [oblężonym], aż do tego miesiąca. Jego Lordowska Mość przybył tutaj w dniu, kiedy byli oni w odległości kilku lig od wyspy, zdobył główne okręty, więc nikt nie dotarł do portu.”

Chociaż zadowolony z wyniku starcia, lord Keith wydał ścisłe instrukcje, zgodnie z którymi Nelson miał aktywnie dowodzić blokadą i w żadnym razie nie wracać do Palermo. Gdyby musiał zawinąć do portu na Sycylii, musiał to być port w Syrakuzach. Keith pożeglował więc do Livorno, gdzie jego okręt flagowy został zniszczony przez nagły ogień, który zabił również ponad 700 członków załogi. Keitha nie było w tym czasie na pokładzie. Na początku marca Nelson, zmęczony obowiązkami, wbrew instrukcjom Keitha powrócił do Palermo, zostawiając komandora Thomasa Troubridge z HMS „Culloden” na dowództwie eskadry blokującej. W marcu, kiedy Nelson był w Palermo, okręt liniowy „Guillaume Tell”, ostatni ocalały z bitwy pod Abukirem, próbował wyrwać się z Malty, lecz został doścignięty i pokonany przez brytyjską eskadrę, prowadzoną przez Berry’ego na „Foudroyant”. Chociaż Nelson powrócił szybko w kwietniu, małżeństwo Hamiltonów było na pokładzie jego okrętu, i większość czasu spędzał on w Marsa Sirocco w towarzystwie Emmy, z którą był teraz związany romansem.
Komandor Renaudin z „Généreux”, oraz Joseph Allemand z „Ville de Marseille”, zostali, podczas sądu wojennego, uniewinnieni z zarzutu utraty swych okrętów. Francuzi nie czynili już więcej prób zdobycia Malty, a wszystkie następne próby przebicia się francuskich okrętów wojennych do portu napotykały na blokadę, tylko jedna fregata przebiła się i dopłynęła do Francji. Bez zapasów wiezionych przez konwój Perrée'a, w garnizonie szerzyły się głód i choroby, pod koniec sierpnia 1800 roku francuscy żołnierze umierali w liczbie 100 dziennie. 4 września Vaubois w końcu skapitulował, przekazując wyspę Brytyjczykom, którzy zostali tam przez następne 164 lata.